# Rolando Escobar
Rolando Emilio Escobar Batista (ur. 24 października 1981 w Panamie) – panamski piłkarz występujący na pozycji pomocnika.

## Kariera klubowa
Escobar zawodową karierę rozpoczynał w 2000 roku w klubie SD Atlético Nacional. W 2003 roku odszedł do Chorrillo Balboa. W 2006 roku przeszedł do Tauro FC. W tym samym roku wywalczył z nim wicemistrzostwo Panamy, a rok później mistrzostwo Apertura.
W 2007 roku trafił do wenezuelskiego Deportivo Táchira. W 2008 roku zdobył z nim mistrzostwo Wenezueli. W tym samym roku odszedł do Caracas FC, z którym w 2009 roku zdobył mistrzostwo Wenezueli. W 2009 roku wrócił również do Panamy, gdzie został graczem klubu San Francisco FC.
Na początku 2010 roku Escobar podpisał kontrakt z wenezuelskim Deportivo Lara. W tym samym roku odszedł do panamskiego Sporting San Miguelito. W 2012 roku przeszedł do Deportivo Anzoátegui, z którym w 2013 roku zdobył Puchar Wenezueli.

## Kariera reprezentacyjna
W reprezentacji Panamy Escobar zadebiutował w 2003 roku. W 2007 roku został powołany do kadry na Złoty Puchar CONCACAF. Wystąpił na nim w meczu z Meksykiem (0:1), w którym dostał czerwoną kartkę. Tamten turniej Panama zakończyła na ćwierćfinale.
W 2009 roku po raz drugi znalazł się w drużynie na Złoty Puchar CONCACAF. Zagrał na nim w spotkaniach z Gwadelupą (1:2), Meksykiem (1:1), Nikaraguą (4:0) oraz ze Stanami Zjednoczonymi (1:1, 1:2 po dogrywce), a Panama ponownie odpadła z turnieju w ćwierćfinale.